# AJS Porcupine
La AJS Porcupine è una motocicletta da competizione realizzata dalla casa motociclistica inglese AJS dal 1945 al 1959.
Viene considerata tra le motociclette più costose del mondo.

## Contesto e sviluppo

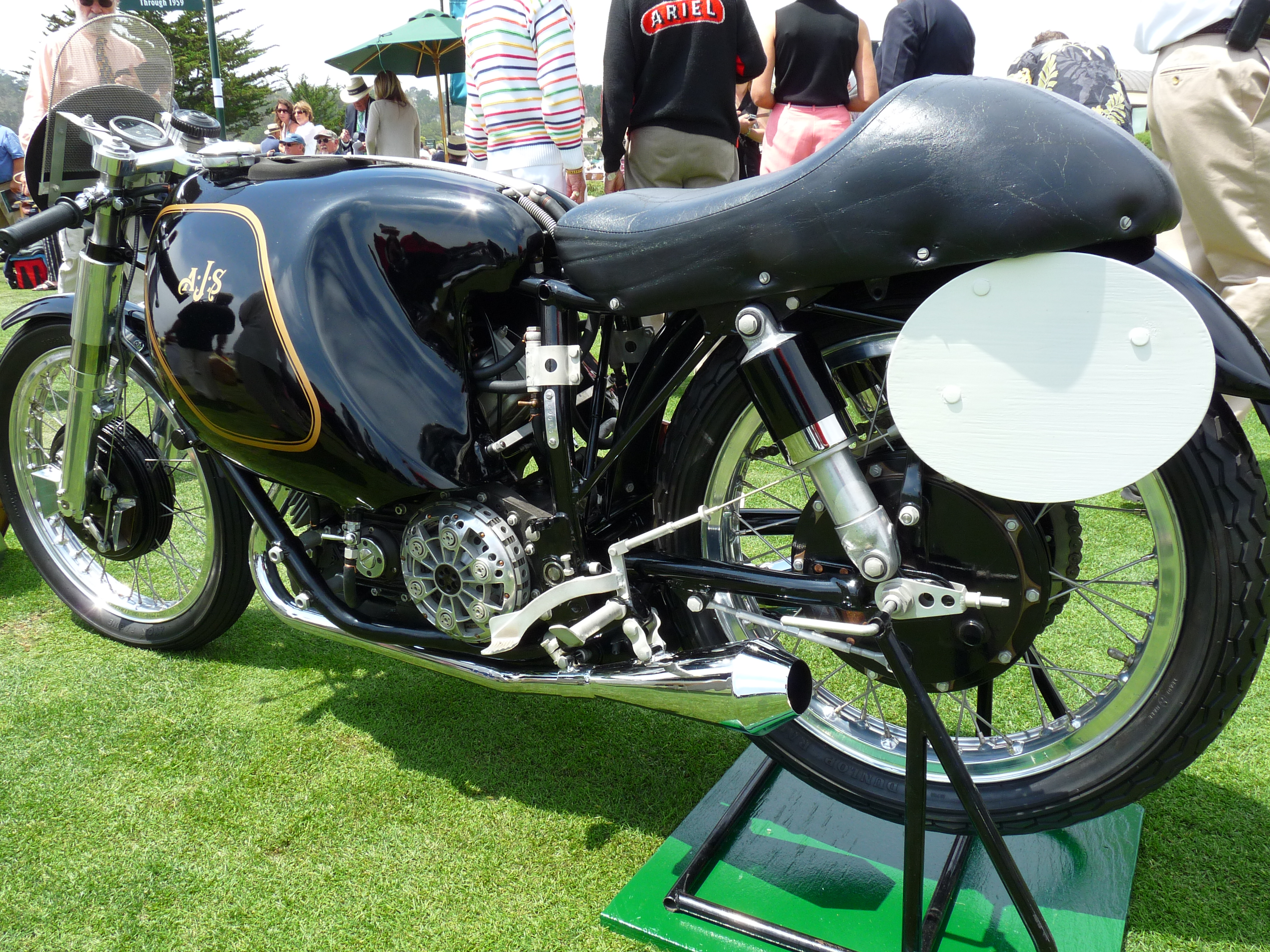

La moto, che debuttò dapprima nel 1945 nella versione chiamata E90S avente il motore orizzontale, venne nel 1953 successivamente sostituita da un nuovo modello chiamato E95, che venne sviluppato con un motore in posizione verticale leggermente inclinato in avanti di 45°.
La motocicletta venne originariamente progettata dalla AJS per essere sovralimentata mediante compressore, ma nel 1946 la FICM vietò l'utilizzo di qualsiasi sistema di sovralimentazione. Il motore, quindi, venne modificato per funzionare senza compressore.

## Tecnica e meccanica

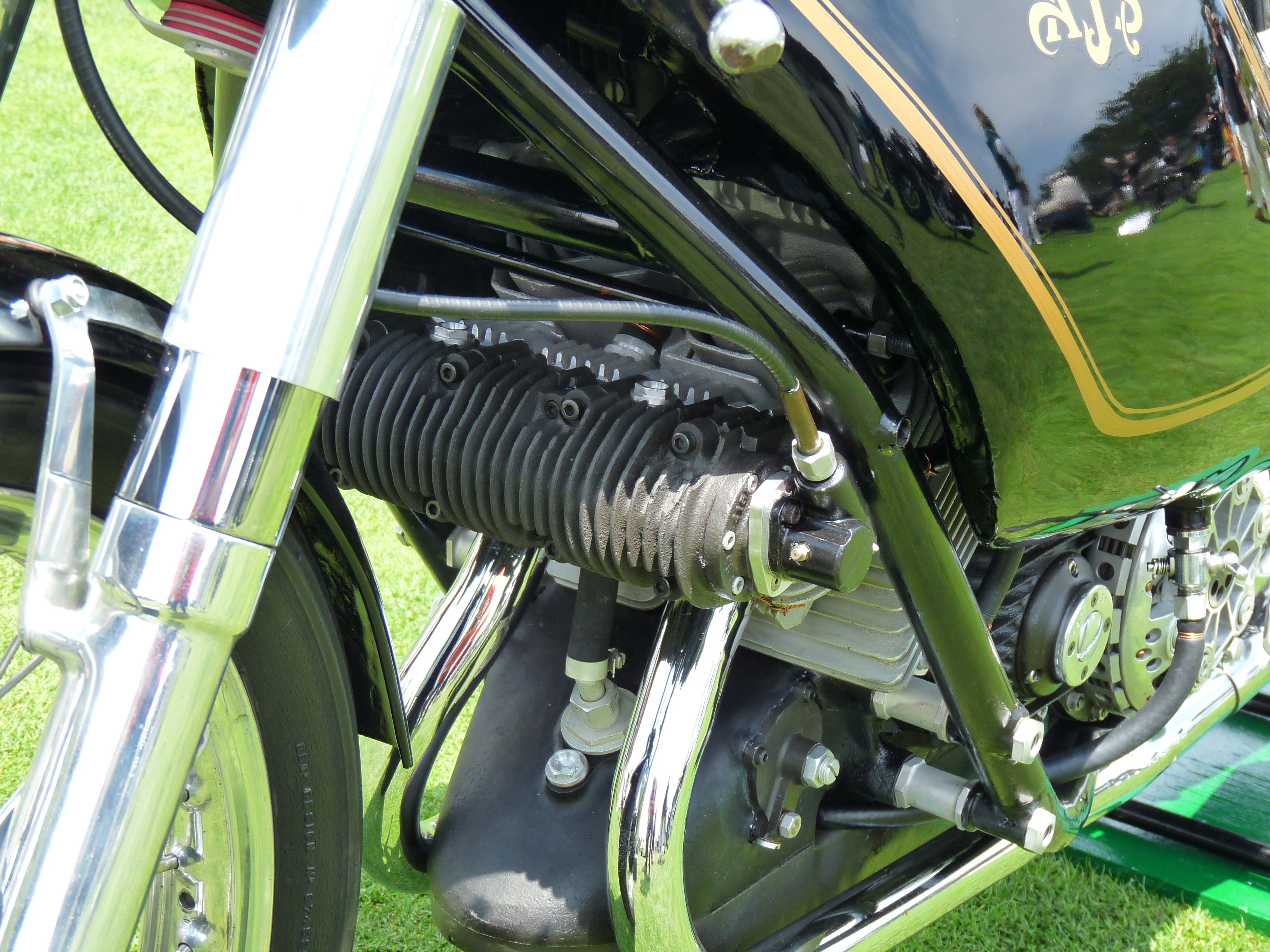
Motore

Il motore della E90S Porcupine era bicilindrico in linea a 4 tempi, raffreddato ad aria con distribuzione DOHC realizzato completamente in lega di alluminio, avente cilindrata di 500 cc e con cilindri e testata in posizione orizzontali, per ridurre il baricentro. La versione successiva denominata E95, venne riprogettata per avere i cilindri verticali inclinati di 45 gradi, e di conseguenza per migliorarne il raffreddamento e per facilrne l'installazione del carburatore. La potenza erogata era di circa 55 CV a 7600 giri/min.
La distribuzione era del tipo ad ingranaggi, che andava a comandare gli alberi a camme posti sulla destra del motore, mentre la trasmissione primaria anch'essa ad ingranaggi era posizionata a sinistra. La trasmissione a ingranaggi muoveva anche un martinetto posto nella parte posteriore dei cilindri, che a sua volta azionava la pompa dell'olio, del carburante e tramite una trasmissione a catena un magnete Lucas per l'accensione delle candele. Il cambio era a quattro marce posto sulla destra. Il modello E90 aveva un telaio aperto, mentre la E95 introdotta nel 1953, aveva un telaio ad anello con il motore installato più in basso.

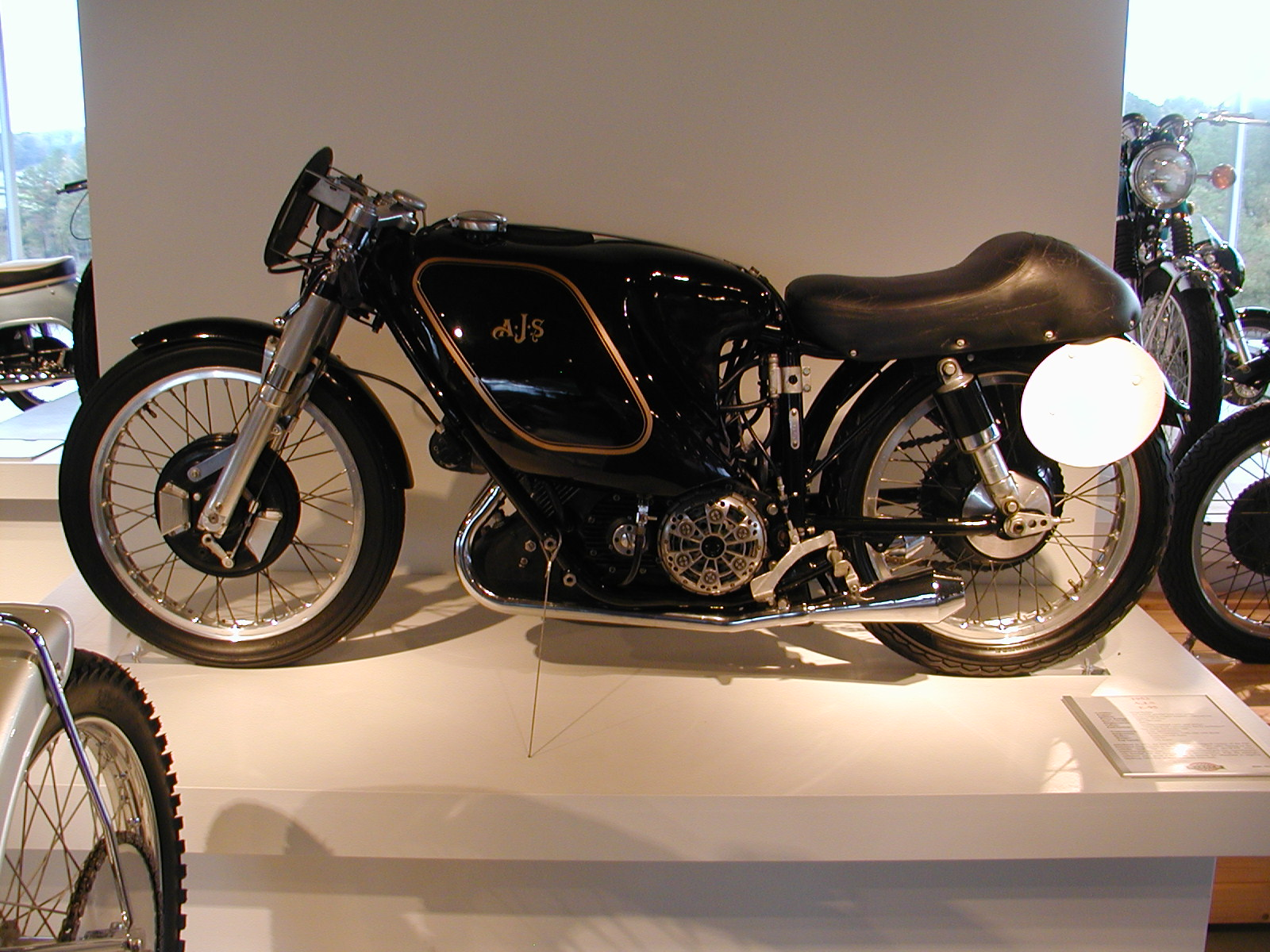

## Attività sportiva
Jock West guido per la prima volta la moto al TT dell'Isola di Man del 1947, dove ebbe inizialmente dei problemi che lo relegarono al 15º posto, sebbene registrò il terzo tempo sul giro più veloce della gara. In seguito con in sella Leslie Graham, la moto vinse l'edizione inaugurale del campionato del mondo FIM 500 cc del 1949. Questa è stata l'unica vittoria nel campionato del mondo per la AJS.

## Palmares

### 1949

#### Motomondiale
- nella Classe 500 con Leslie Graham[13][14]